# Mausoleum für Sándor Schmidl
Koordinaten: 47° 28′ 43,4″ N, 19° 10′ 43,2″ O

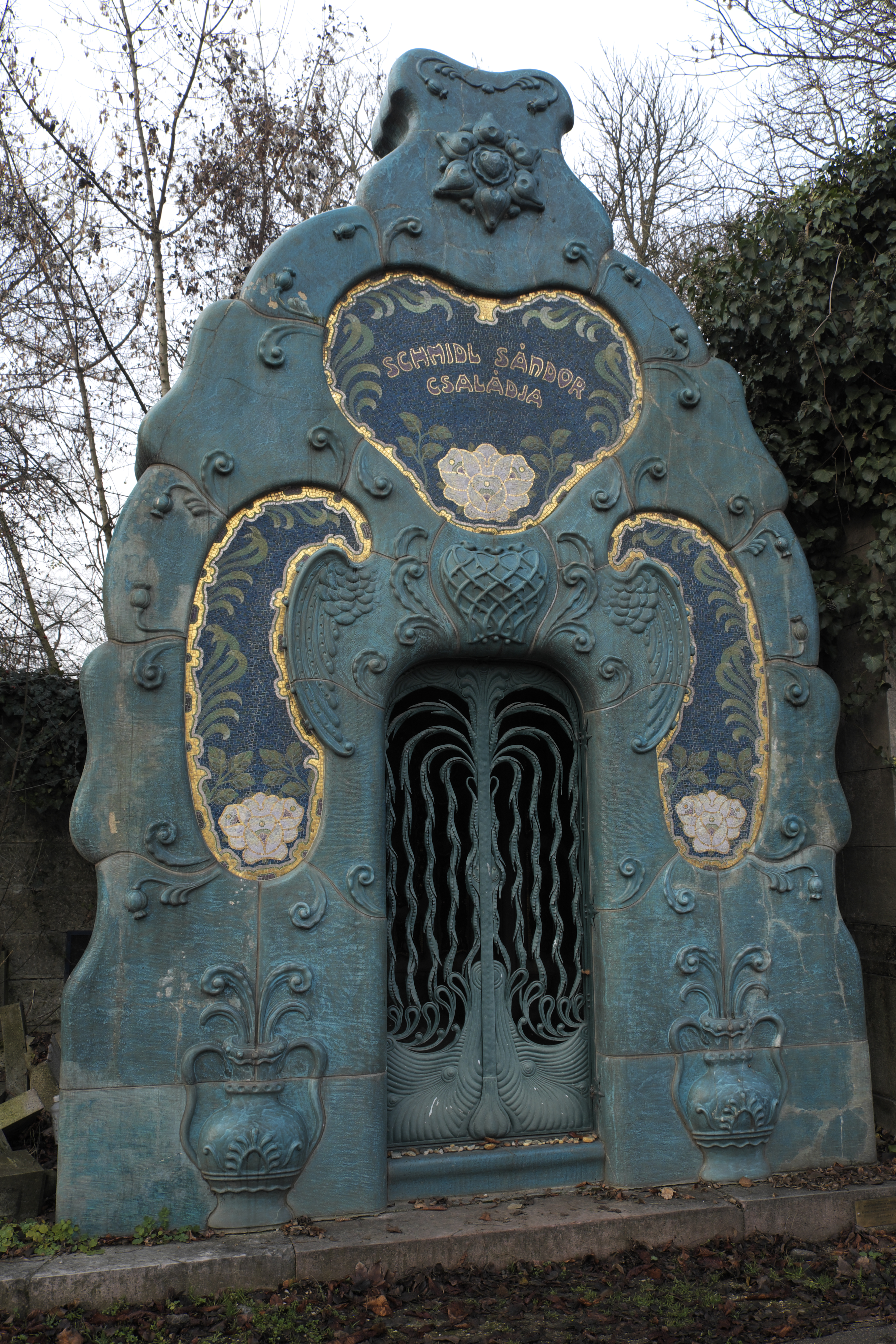
Mausoleum für Sándor Schmidl

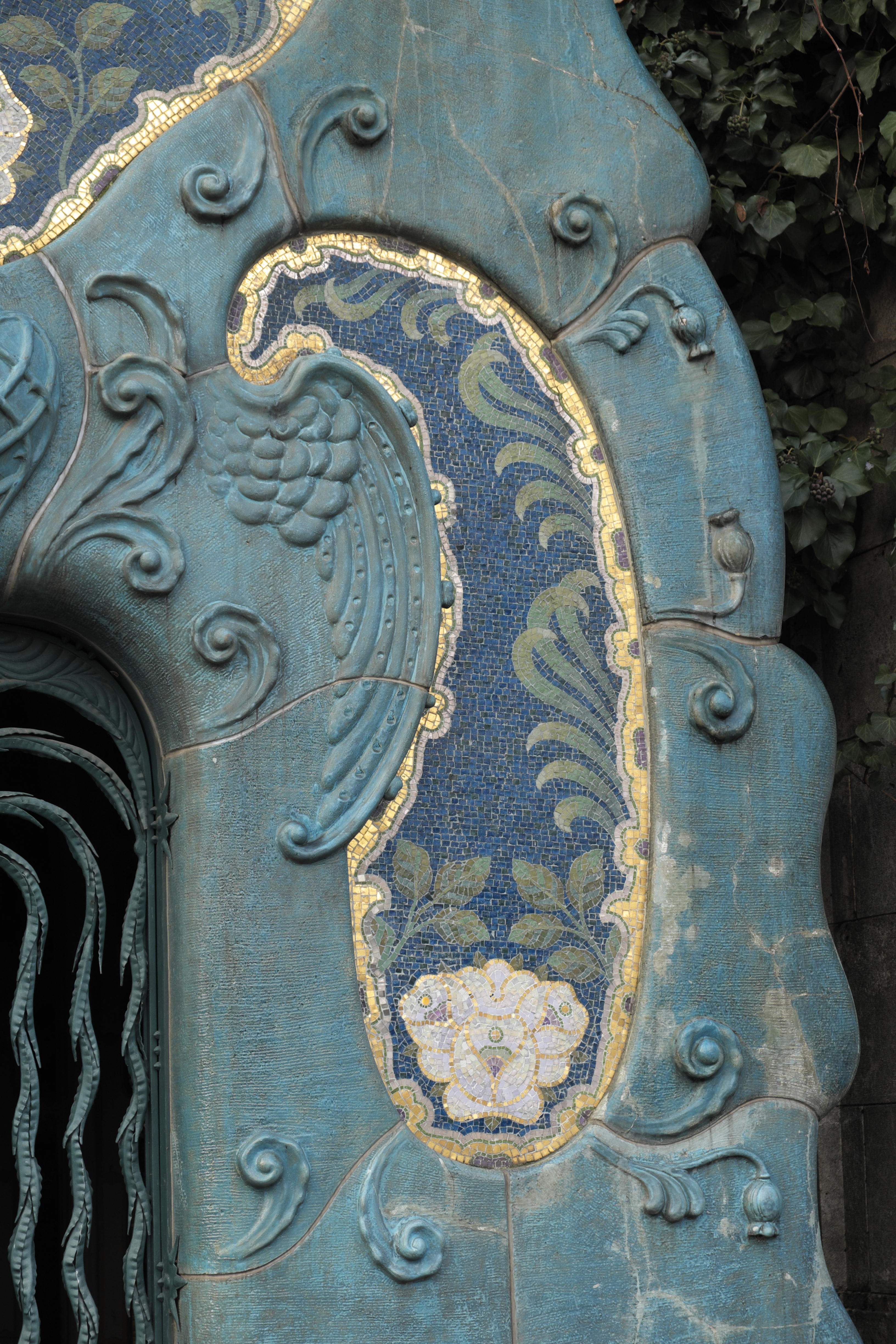
Detail

Das Mausoleum für Sándor Schmidl befindet sich auf dem jüdischen Friedhof in der Kozma-Straße in Budapest, der ungarischen Hauptstadt. Das Mausoleum im Jugendstil wurde 1902/03 vom Architekt Béla Lajta für die Familie des Kaufmanns Sándor Schmidl geschaffen. Die Baukeramik, mit floralem Dekor, wurde von der Zsolnay Porzellanmanufaktur hergestellt. 